# Jonathan Suckow
Jonathan Suckow (Ginevra, 4 gennaio 1999) è un tuffatore svizzero.

## Biografia
Ha studiato al Collège André-Chavanne di Ginevra.
Ha rappresentato la svizzera ai campionati europei di nuoto di Londra 2016, ottenendo il diciottesimo posto nel trampolino 3 metri e il sesto piazzamento nel sincro 3 metri maschile, coppia con il connazionale Simon Rieckhoff.
Ai campionati mondiali di nuoto di Budapest 2017, si è classificato ventottesimo nel trampolino 1 metro, quarantunesimo nel trampolino 3 m e settimo nel sincro 3 metri, sempre al fianco di Simon Rieckhoff.
Agli europei di tuffi di Kiev 2019 ha vinto la medaglia di bronzo nel sincro 3 metri misto insieme a Michelle Heimberg.

## Palmarès
- Europei di nuoto/tuffi

Kiev 2019: bronzo nel sincro 3 m misto.